# Sambuca di Sicilia rosso riserva
Il Sambuca di Sicilia rosso riserva è un vino a DOC che può essere prodotto nel comune di Sambuca di Sicilia in provincia di Agrigento.

## Vitigni con cui è consentito produrlo
- Nero d'Avola minimo 50%,
- altri vitigni a bacca nera, non aromatici, idonei alla coltivazione per la provincia di Agrigento, fino ad un massimo del 50%.

## Tecniche produttive
Il Sambuca di Sicilia rosso riserva deve esser invecchiato per almeno due anni (a partire dal 1º novembre dell'anno della vendemmia) di cui almeno sei mesi in recipienti di legno

## Caratteristiche organolettiche
- colore: rosso rubino con ampia presenza di tonalità granata;
- profumo: etereo, caratteristico, intenso e raffinato;
- sapore: asciutto, corposo, vellutato con piacevole retrogusto

amarognolo;

## Produzione
Provincia, stagione, volume in ettolitri